# 赖纳·恰尔克
赖纳·恰尔克（德語：Rainer Tscharke，1942年8月1日—），德国男子排球运动员。他曾代表东德参加1968年和1972年夏季奥林匹克运动会排球比赛，其中1972年奥运会获得一枚银牌。